# اسلام رمضان
اسلام رمضان (عربی: إسلام رمضان؛ زادهٔ ۱ نوامبر ۱۹۹۰) یک ورزشکار اهل مصر است.
از باشگاه‌هایی که در آن بازی کرده‌است می‌توان به تیم ملی فوتبال مصر اشاره کرد.
وی همچنین در تیم‌های ملی فوتبال Egypt U-20 Egypt U-23 ۵ بازی کرده است.